# Liste von denkmalgeschützten Wohnhäusern in Radebeul
Die Liste von denkmalgeschützten Wohnhäusern in Radebeul gibt eine Übersicht über denkmalgeschützte freistehende Wohnhäuser in der sächsischen Stadt Radebeul. Nicht enthalten sind alle denkmalpflegerisch als Villa, Mietvilla oder Landhaus klassifizierten Gebäude, die durch ihre berufliche Funktion als Bauernhaus oder Winzerhaus definierten Häuser sowie die ebenfalls separat zusammengefassten Wohn- und Geschäftshäuser, Siedlungs- und Mietshäuser.
Gebäude aus der Zeit bis zum Ersten Weltkrieg sind zum Beispiel aufgrund ihrer Herkunft als Gartenhaus oder Nebengebäude oder auch als schlichtes Wohnhaus in dieser Liste. In den 1920er und 1930er Jahren dagegen werden viele freistehende Ein- und Zweifamilienhäuser beziehungsweise Doppelhäuser in diese Liste einsortiert, da aus jener Zeit die denkmalpflegerische Einstufung als Villa oder Landhaus sehr selten ist.

## Legende
Die in der Tabelle verwendeten Spalten listen die im Folgenden erläuterten Informationen auf:
- Name, Bezeichnung: Bezeichnung des einzelnen Objekts.
- Adresse, Koordinaten: Heutige Straßenadresse, Lagekoordinaten.

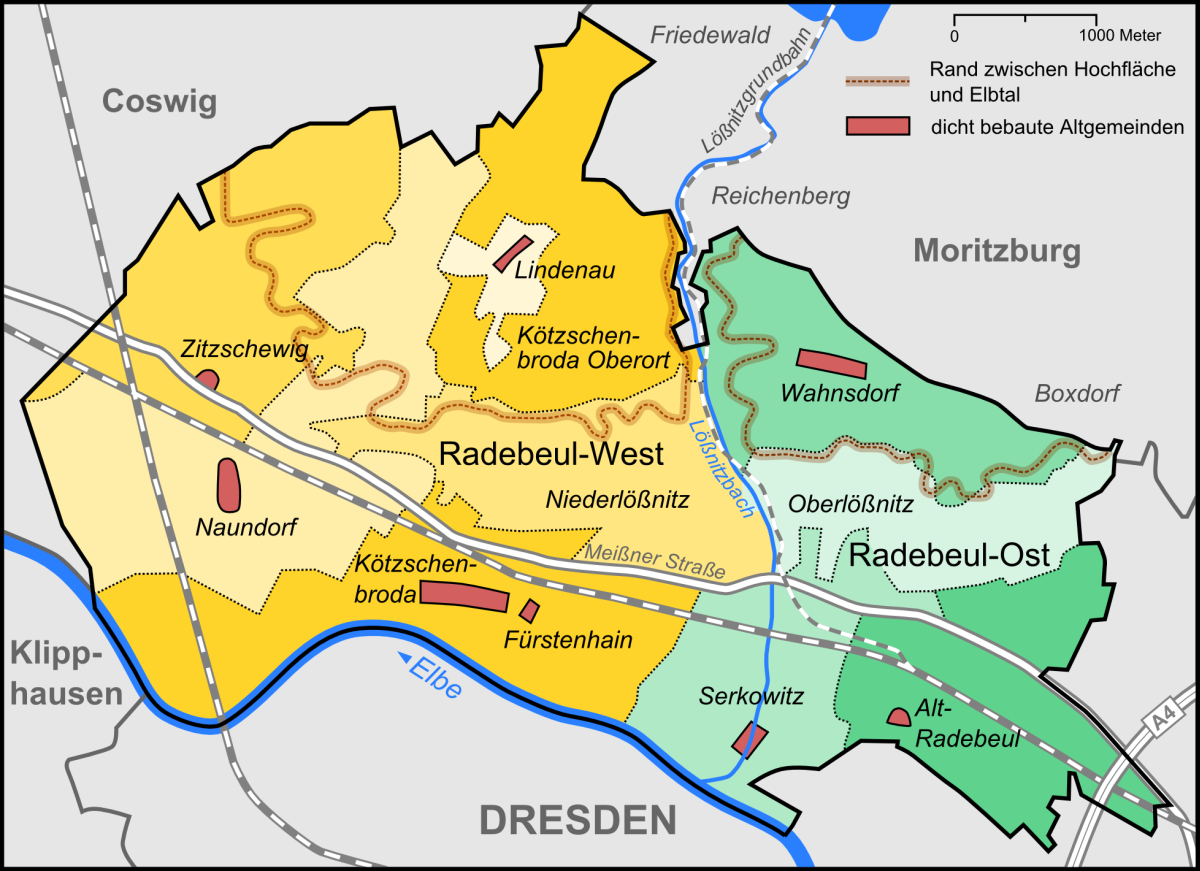
Übersicht über die Lage der Radebeuler Stadtteile

- Stadtteil: Heutiger Radebeuler Stadtteil, so wie in der hiesigen Karte dargestellt.
  - FUE: Fürstenhain
  - KOE: Kötzschenbroda
  - KOO: Kötzschenbroda-Oberort
  - LIN: Lindenau
  - NAU: Naundorf
  - NDL: Niederlößnitz
  - OBL: Oberlößnitz
  - RAD: Alt-Radebeul
  - SER: Serkowitz
  - WAH: Wahnsdorf
  - ZIT: Zitzschewig
- Datum: Besondere Baujahre, so weit bekannt oder ableitbar, teilweise auch Datum der Ersterwähnung der Liegenschaft.
- Baumeister, Architekten: Baumeister, Architekten und weitere Kunstschaffende.
- Denkmalumfang, Bemerkung: Nähere Erläuterung über den Denkmalstatus, Umfang der Liegenschaft und ihre Besonderheiten.[1]
- Bild: Foto des Hauptobjekts.

## Wohnhäuser
| Name, Bezeichnung                                           | Adresse, Koordinaten                           | Stadtteil | Datum                  | Baumeister, Architekten                                                        | Denkmalumfang, Bemerkung | Bild                                                                                 |
| ----------------------------------------------------------- | ---------------------------------------------- | --------- | ---------------------- | ------------------------------------------------------------------------------ | --- | ------------------------------------------------------------------------------------ |
| Wohnhaus Altkötzschenbroda 47                               | Altkötzschenbroda 47 (Lage)                    | KOE       | 1878, 1902             | Alfred Große (Neubau)                                                          | Wohnhaus | Wohnhaus Altkötzschenbroda 47                                                        |
| Alte Schmiede                                               | Altkötzschenbroda 54 (Lage)                    | KOE       | Mitte 18. Jh., 1898/99 | F. A. Bernhard Große (Anbau)                                                   | Ehemalige Schmiede | Alte Schmiede                                                                        |
| Eisenbahner-Wohnhaus Bahnhof Radebeul Ost                   | Am alten Güterboden 2 (Lage)                   | RAD       | um 1895/1900           |                                                                                | Wohnhaus, gehört zu Bahnhof Radebeul Ost. Ehemals Sidonienstraße 1b | Eisenbahner-Wohnhaus Am alten Güterboden 2                                           |
| Wohnhaus Am Gottesacker 14                                  | Am Gottesacker 14 (Lage)                       | KOE       | 1933                   | Franz Jörissen                                                                 | Wohnhaus | Wohnhaus Am Gottesacker 14                                                           |
| Wohnhaus Am Gottesacker 33                                  | Am Gottesacker 33 (Lage)                       | KOE       | 19. Jh., 1937          | Gebrüder Kießling                                                              | Wohngebäude ehemals auf dem Friedhofsareal. | Wohnhaus Am Gottesacker 33                                                           |
| Haus Fährmann                                               | An der Jägermühle 3 (Lage)                     | NDL       | Mitte 18. Jh.          |                                                                                | Wohnhaus mit Nebengebäude | Haus Fährmann                                                                        |
| Wohnhaus An der Jägermühle 5                                | An der Jägermühle 5 (Lage)                     | NDL       | 1830, 1845, 1935       |                                                                                | Wohnhaus mit Nebengebäude | Wohnhaus An der Jägermühle 5                                                         |
| Gärtnerhaus Wettinshöhe                                     | Auerweg 2a (Lage)                              | ZIT       | 1875                   | August Große                                                                   | Baudenkmal und Werk der Landschafts- und Gartengestaltung. Kleines Gärtnerhaus (Nr. 2a) der Wettinshöhe                                                                        | Gärtnerhaus Wettinshöhe                                                              |
| Gärtnerhaus Villa Kolbe                                     | August-Bebel-Straße 2 (Lage)                   | RAD       | 1893                   | Otto March                                                                     | Wohnhaus einer ehemaligen Gärtnerei. Besitzer: Carl Kolbe | Gärtnerhaus Carl Kolbe, Südseite                                                     |
| Villa Heimkehr                                              | August-Bebel-Straße 9 (Lage)                   | RAD       | 1926                   | Max Czopka                                                                     | Wohnhaus | Villa Heimkehr                                                                       |
| Doppelwohnhaus Sündermann / Möslein / Duchazek              | August-Bebel-Straße 21, Goethestraße 17 (Lage) | RAD       | 1928                   |                                                                                | Doppelwohnhaus | Doppelwohnhaus Sündermann / Möslein / Duchazek                                       |
| Einfamilienhaus Alfred Tischer                              | Augustusweg 46 (Lage)                          | OBL       | 1933                   | Alfred Tischer                                                                 | Wohnhaus. Bewohner: Alfred Tischer | Einfamilienhaus Alfred Tischer                                                       |
| Turmhaus Augustusweg                                        | Augustusweg 80a (Lage)                         | OBL       | 1913                   | Max Herrmann                                                                   | Turmhaus, eigenwillig gestalteter Rundbau mit markanter achteckiger Haube (Sommerhaus)                                                                                         | Turmhaus im Augustusweg                                                              |
| Wohnhaus Heinrich Octavius Adolph Braun-Brown               | Augustusweg 112, 112a (Lage)                   | OBL       | 1880                   | Gebrüder Ziller                                                                | Ehemaliges Wohnhaus auf dem Areal des Ermelhauses | Wohnhaus Heinrich Octavius Adolph Braun-Brown                                        |
| Wohnhaus Oskar Richter                                      | Bennostraße 34 (Lage)                          | OBL       | 1934                   | Alfred Tischer                                                                 | Wohnhaus in Ecklage mit Einfriedung | Wohnhaus Oskar Richter                                                               |
| Einfamilienhaus Karl Lätzer                                 | Bennostraße 36 (Lage)                          | OBL       | 1936                   | Patitz & Lötzsch                                                               | Wohnhaus | Einfamilienhaus Karl Lätzer                                                          |
| Zweifamilienhaus Heinrich Wentzel                           | Bodelschwinghstraße 10 (Lage)                  | NDL       | 1938/39                | Albert Patitz, Hermann Glöckner (Sgraffito)                                    | Wohnhaus mit Sgraffito von Hermann Glöckner | Wohnhaus Heinrich Wentzel                                                            |
| Remise Villa Jägers Heim                                    | Borstraße 4c (Lage)                            | NDL       | 1919                   | Gebrüder Große, Adolf Neumann (jeweils Teilrealisierung)                       | Ehemalige Remise mit Kutscherwohnung, heute Wohnhaus | Villa Jägers Heim, ehemalige Remise                                                  |
| Gärtnerhaus Borstraße 17a                                   | Borstraße 17a (Lage)                           | NDL       | 1872/73                | Gebrüder Ziller                                                                | Nebengebäude einer Villa | Villa Borstraße 17, Nebengebäude                                                     |
| Doppelwohnhaus Schaale/Neubert                              | Clara-Zetkin-Straße 23, 25 (Lage)              | RAD       | 1912                   | Reinhold Butze                                                                 | Doppelwohnhaus | Doppelwohnhaus Schaale/Neubert                                                       |
| Gärtnerhaus der Goldschmidtvilla                            | Dr.-Rudolf-Friedrichs-Straße 25 (Lage)         | NDL       | 1893                   | Adolf Neumann                                                                  | Wohnhaus | Gärtnerhaus der Goldschmidtvilla                                                     |
| Wohnhaus Selma Zschocke                                     | Dr.-Schmincke-Allee 1c (Lage)                  | SER       | 1935                   | F. W. Eisold, Max Czopka (Entwurf)                                             | Wohnhaus | Wohnhaus Selma Zschocke                                                              |
| Wohnhaus Alwin Noack                                        | Dresdner Straße 27 (Lage)                      | RAD       | 1929/30                | Alfred Seifert                                                                 | Dreifamilien-Wohnhaus | Wohnhaus Alwin Noack                                                                 |
| Einfamilienhaus Alfred Schädler                             | Eduard-Bilz-Straße 54 (Lage)                   | OBL       | 1933                   | Alfred Tischer (Entwurf), Felix Sommer (Bau)                                   | Wohnhaus | Einfamilienhaus Alfred Schädler                                                      |
| Wohnhaus Finstere Gasse 2                                   | Finstere Gasse 2 (Lage)                        | NDL       | 1. H. 19. Jh., 1878    | Moritz Große (Umbau)                                                           | Wohnhaus mit Anbau, in Ecklage. Ehemaliges Weingut. Bewohner: Wolfgang Balzer                                                                                                  | Wohnhaus Finstere Gasse 2                                                            |
| Wohnhaus Finstere Gasse 4, Sennhütte                        | Finstere Gasse 4 (Lage)                        | NDL       | 2. H. 18. Jh., 1914–16 | Max Eysoldt                                                                    | Wohnhaus, Seitengebäude, Garage und Torpfeiler eines ehemaligen Weingutes. Etwa 1878 bis 1910 Betrieb der Sennhütte.                                                           | Wohnhaus Finstere Gasse 4                                                            |
| Einfamilien-Doppelhaus Oscar Dobschall                      | Goethestraße 13/15 (Lage)                      | RAD       | 1912                   | Johannes Eisold                                                                | Doppelwohnhaus | Einfamilien-Doppelhaus Oscar Dobschall                                               |
| Doppelwohnhaus Sündermann / Möslein / Duchazek              | Goethestraße 17, August-Bebel-Straße 21 (Lage) | RAD       | 1928                   |                                                                                | Doppelwohnhaus | Doppelwohnhaus Sündermann / Möslein / Duchazek                                       |
| Einfamilien-Doppelhaus Müller/Seifert                       | Goethestraße 19/21 (Lage)                      | RAD       | 1928                   | Otto Hörnig                                                                    | Doppelwohnhaus. Gertrud’s Heim (Goethestraße 19) | Einfamilien-Doppelhaus Goethestraße 19/21                                            |
| Einfamilien-Doppelhaus Schattra/Singer                      | Goethestraße 30, Karl-Marx-Straße 21 (Lage)    | RAD       | 1935                   | Patitz & Lötzsch                                                               | Doppelwohnhaus | Einfamilien-Doppelhaus Schattra/Singer                                               |
| Doppelhaus Engst/Stoll                                      | Goethestraße 31/33 (Lage)                      | RAD       | 1928                   | Alfred Tischer                                                                 | Doppelwohnhaus | Doppelhaus Engst/Stoll                                                               |
| Zweifamilienhaus Therese Strohbach                          | Goethestraße 35 (Lage)                         | RAD       | 1925/26                | Max Czopka                                                                     | Wohnhaus | Zweifamilienhaus Therese Strohbach                                                   |
| Zweifamilienhaus Karl Hebenstreit                           | Goethestraße 37 (Lage)                         | RAD       | 1938                   | Albert Patitz                                                                  | Wohnhaus | Zweifamilienhaus Karl Hebenstreit                                                    |
| Nebengebäude der Villa Tautzschgenhof                       | Graue-Presse-Weg 60 (Lage)                     | WAH       | 1911, 1913             | Georg Heinsius von Mayenburg (Entwurf), Johannes Eisold (Bau), Bernhard Gölker | Baudenkmal und denkmalpflegerische Nebenanlage. Wirtschaftsgebäude des Tautzschgenhofs. Eigentümer Richard Seifert und Otto Walther                                            | Tautzschgenhof: Zwischenbau, Garage und Stall (vom Tor aus)                          |
| Remisengebäude Heinrich-Heine-Straße 11a                    | Heinrich-Heine-Straße 11a (Lage)               | NDL       | 1904                   |                                                                                | Ehemaliges Kutscher- bzw. Remisengebäude (baulicher Zusammenhang mit Horst-Viedt-Straße 3)                                                                                     | Villa Heinrich-Heine-Straße 11a                                                      |
| Einfamilienhaus Hellmuth Schiffner                          | Heinrich-Heine-Straße 12 (Lage)                | NDL       | 1938–40                | Franz Wachter                                                                  | Wohnhaus mit Einfriedung und Garage | Villa Heinrich-Heine-Straße 12                                                       |
| Wohnhaus Friedrich Rötschke                                 | Hoflößnitzstraße 15 (Lage)                     | SER       | 1932/33                | Emil Högg, Friedrich Rötschke                                                  | Wohnhaus. Besitzer: Friedrich Rötschke | Wohnhaus Friedrich Rötschke                                                          |
| Doppelwohnhaus Ulbricht/Jahn                                | Karl-Marx-Straße 14, Schillerstraße 16 (Lage)  | RAD       | 1924/25                | Max Czopka                                                                     | Doppelwohnhaus mit Einfriedung | Doppelwohnhaus Ulbricht/Jahn                                                         |
| Doppelwohnhaus Jacob/Buhlmann                               | Karl-Marx-Straße 18/20 (Lage)                  | RAD       | 1929                   | F. W. Eisold                                                                   | Doppelwohnhaus mit Einfriedung | Doppelwohnhaus Jacob/Buhlmann                                                        |
| Doppelhaus Schattra/Singer                                  | Karl-Marx-Straße 21, Goethestraße 30 (Lage)    | RAD       | 1935                   | Patitz & Lötzsch                                                               | Doppelwohnhaus | Einfamilien-Doppelhaus Schattra/Singer                                               |
| Einfamilienhaus Karl-May-Straße 8                           | Karl-May-Straße 8 (Lage)                       | RAD       | 1935                   | Patitz & Lötzsch                                                               | Wohnhaus | Einfamilienhaus Karl-May-Straße 8                                                    |
| Dreifamilienwohnhaus Emil Mädler                            | Körnerweg 4 (Lage)                             | NDL       | 1936                   | Martin Smettan                                                                 | Wohnhaus | Dreifamilienwohnhaus Emil Mädler                                                     |
| Dreifamilienwohnhaus Gustav Richard Otto Lange              | Körnerweg 6 (Lage)                             | NDL       | 1935                   | Martin Smettan                                                                 | Wohnhaus mit Einfriedung und Garage | Dreifamilienwohnhaus Gustav Richard Otto Lange                                       |
| Wohnhaus Kötzschenbrodaer Straße 47                         | Kötzschenbrodaer Straße 47 (Lage)              | SER       | um 1800                |                                                                                | Wohnhaus | Wohnhaus Kötzschenbrodaer Straße 47                                                  |
| Wohnhaus Kötzschenbrodaer Straße 187                        | Kötzschenbrodaer Straße 187 (Lage)             | KOE       | 1805, 1862, 1894       |                                                                                | Wohnhaus. Ab 1860 Wohnsitz von Gustav Wilhelm Schubert | Wohnhaus Kötzschenbrodaer Straße 187                                                 |
| Doppelwohnhaus Max Schulze                                  | Lessingstraße 2/4 (Lage)                       | RAD       | 1912                   | Bruno Findeisen                                                                | Doppelmietshaus. Einfamilien-Doppellandhaus | Doppelwohnhaus Max Schulze                                                           |
| Einfamilienhaus Bernhard Hartmann                           | Lindenaustraße 4 (Lage)                        | NDL       | 1933                   |                                                                                | Wohnhaus. Villenkolonie Altfriedstein | Einfamilienhaus Bernhard Hartmann                                                    |
| Doppelwohnhaus Zacharias/Seewald                            | Lößnitzgrundstraße 27, 27a (Lage)              | OBL       | 1921, 1926–28          | Ferdinand Severitt, Arthur Mehlig                                              | Doppelwohnhaus | Doppelwohnhaus Zacharias/Seewald                                                     |
| Wirtschaftsgebäude Villa Annabella                          | Lößnitzgrundstraße 41 (Lage)                   | WAH       | 1896–98                | Hans Wallbaum                                                                  | Gärtnerhaus und Stützmauer (zugehörig zu Lößnitzgrundstraße 43) | Gärtnerhaus der Villa Annabella                                                      |
| Wohn- und Atelierhaus Erwin Langer                          | Lößnitzgrundstraße 140 (Lage)                  | KOO       | 1926/27                | Willy Meltzer                                                                  | Holzhaus (Bohlenbinderhaus). Besitzer: Kunstmaler Erwin Langer | Zollingerdachhaus Lößnitzgrundstraße 140                                             |
| Wohnhaus Julius Richard Lotter                              | Meißner Straße 333 (Lage)                      | NAU       | 1896                   | Gebrüder Große                                                                 | Mietshaus | Wohnhaus Julius Richard Lotter                                                       |
| Nebengebäude des Hohenhauses                                | Mittlere Bergstraße 20 (Lage)                  | NAU       | um 1885                |                                                                                | Wohnhaus im Schweizerstil auf dem Anwesen des Hohenhauses | Nebengebäude des Hohenhauses                                                         |
| Gärtnerei des Hohenhauses                                   | Mittlere Bergstraße 22 (Lage)                  | NAU       | um 1885                |                                                                                | Gärtnerhaus mit Heizhaus auf dem Anwesen des Hohenhauses | Gärtnerhaus des Hohenhauses                                                          |
| Wohnhaus Mühlweg 2                                          | Mühlweg 2 (Lage)                               | OBL       | 18. Jh.                |                                                                                | Wohnhaus mit Nebengebäude (Scheune). In jüngster Zeit (Stand 2021) wurde die Adresse von Nr. 6 auf Nr. 2 geändert                                                              | Wohnhaus mit Nebengebäude Mühlweg 2                                                  |
| Einfamilienhaus Kurt Müller                                 | Obere Bergstraße 35 (Lage)                     | NDL       | 1933/34                |                                                                                | Wohnhaus. „Der Neubau verspricht … weit besser zu werden als die umgebenden Bauten aus neuerer Zeit …“.                                                                        | Einfamilienhaus Kurt Müller                                                          |
| Zweifamilienhaus Georg Tamme                                | Paradiesstraße 4 (Lage)                        | NDL       | 1937/38                | Georg Tamme, Franz Jörissen (Umbau)                                            | Wohnhaus, zeitweise Fernsprechamt der Roten Armee | Zweifamilienhaus Georg Tamme                                                         |
| Einfamilienhaus Edmund Schaller                             | Paulsbergweg 12 (Lage)                         | ZIT       | 1936/37                | Frido Tröger                                                                   | Wohnhaus mit Einfriedung | Einfamilienhaus Edmund Schaller                                                      |
| Kutscherhaus Villa Sancerre                                 | Rennerbergstraße 11a (Lage)                    | NDL       | um 1900, 1912          |                                                                                | Mietvilla mit Kutscherhaus | Kutscherhaus Villa Sancerre                                                          |
| Zweifamilienhaus Hessel                                     | Retzschgasse 7 (Lage)                          | OBL       | 1937–39                | Oswin Hempel                                                                   | Wohnhaus mit Einfriedung | Blick vom Spitzhaus zum Retzschgut. Links dahinter steht das Zweifamilienhaus Hessel |
| Hintergebäude Richard-Wagner-Straße 11                      | Richard-Wagner-Straße 11 (Lage)                | SER       | 1932/33                | Rudolf Zacek                                                                   | Hintergebäude des Zweifamilienhauses Mehring | Pergola, dahinter das Nebengebäude                                                   |
| Donadini-Haus                                               | Rietzschkegrund 21 (Lage)                      | ZIT       | 1884, 1908–11          | Moritz Große, F. A. Bernhard Große (Atelierbau)                                | Baudenkmal und denkmalpflegerische Nebenanlage. Wohn- und Atelierhaus mit Tor, Einfriedung und Garten (dort Grabsteine und Skulpturen). Besitzer: Ermenegildo Antonio Donadini | Atelierbau                                                                           |
| Zweifamilienhaus Sachsenstraße 7                            | Sachsenstraße 7 (Lage)                         | OBL       | 1936                   | Patitz & Lötzsch                                                               | Wohnhaus | Zweifamilienhaus Sachsenstraße 7                                                     |
| Doppelwohnhaus Ulbricht/Jahn                                | Schillerstraße 16, Karl-Marx-Straße 14 (Lage)  | RAD       | 1924/25                | Max Czopka                                                                     | Doppelwohnhaus mit Einfriedung | Doppelwohnhaus Ulbricht/Jahn                                                         |
| Alte Schule Serkowitz                                       | Straße des Friedens 35 (Lage)                  | SER       | 1874/75                | Gebrüder Ziller                                                                | Ehemaliges Schulgebäude mit Einfriedung, seit 1905 privates Wohnhaus | Alte Schule Serkowitz                                                                |
| Wohnhaus Franz Haftung                                      | Straße des Friedens 53 (Lage)                  | SER       | 1923/24                | Alfred Tischer                                                                 | Wohnhaus mit Einfriedung | Wohnhaus Franz Haftung                                                               |
| Einfamilienhaus Kurt Reinhard                               | Thomas-Mann-Straße 15 (Lage)                   | NDL       | 1934                   | Patitz & Lötzsch                                                               | Wohnhaus mit Einfriedung | Einfamilienhaus Kurt Reinhard                                                        |
| Wohnhaus Uferstraße 6                                       | Uferstraße 6 (Lage)                            | KOE       | vor 1904, 1904, 1912   | Gebrüder Große, Alfred Große (Umbau)                                           | Mietshaus. Bewohner: August Kaden, Felix Kaden | Wohnhaus Uferstraße 6                                                                |
| Wohnhaus Uferstraße 8                                       | Uferstraße 8 (Lage)                            | KOE       | 1878, 1880, 1896/97    | August Große, Gebrüder Große (Aufstockungen)                                   | Mietshaus | Wohnhaus Uferstraße 8                                                                |
| Wohnhaus Vorwerkstraße 14, Nebenschulgebäude Kötzschenbroda | Vorwerkstraße 14 (Lage)                        | KOE       | 1863, 1886 umgebaut    | Moritz Große                                                                   | Wohnhaus, zweites Kötzschenbrodaer Schulhaus, Kantorei | Ehemaliges Nebenschulgebäude Kötzschenbroda                                          |
| Karlshof                                                    | Waldstraße 10 (Lage)                           | OBL       | 1906/07                | Johannes Heinsius                                                              | Wohnhaus | Waldstraße 10                                                                        |
| Einfamilienhaus Curt Förster                                | Weberstraße 17 (Lage)                          | OBL       | 1935                   |                                                                                | Wohnhaus (Holzhaus) | Einfamilienhaus Curt Förster                                                         |
| Einfamilienhaus Clara Toller                                | Weberstraße 20 (Lage)                          | OBL       | 1937                   |                                                                                | Wohnhaus (Holzhaus) | Einfamilienhaus Clara Toller                                                         |
| Zweifamilienhaus Melanie Roth                               | Weinbergstraße 11 (Lage)                       | OBL       | 1926                   | Adolf Menzel                                                                   | Wohnhaus | Zweifamilienhaus Melanie Roth                                                        |
| Nebengebäude Haus Jordan                                    | Weinbergstraße 24 (Lage)                       | OBL       | 1866/67                | Moritz Ziller                                                                  | Westliches Seitengebäude der Villa Weinbergstraße 26 | Haus Jordan mit Nebengebäuden und Gartenanlage. Blick vom Spitzhaus                  |
| Nebengebäude Haus Salem                                     | Winzerstraße 34 (Lage)                         | NDL       | 1924                   | Alfred Große                                                                   | Nebengebäude zur Villa | Nebengebäude von Haus Salem                                                          |
| Wohnhaus Winzerstraße 49                                    | Winzerstraße 49 (Lage)                         | NDL       | um 1860                |                                                                                | Wohnhaus | Wohnhaus Winzerstraße 49                                                             |

## Liste ehemaliger/abgegangener Kulturdenkmale
| Name, Bezeichnung | Adresse, Koordinaten           | Stadt- teil | Datum         | Baumeister, Architekten | Denkmalumfang, Bemerkung                                   | Bild                                               |
| ----------------- | ------------------------------ | ----------- | ------------- | ----------------------- | ---------------------------------------------------------- | -------------------------------------------------- |
| Jägermühle        | An der Jägermühle 16/18 (Lage) | OBL         | Mitte 18. Jh. |                         | Denkmalschutz wurde nach 2012 aufgehoben. Ehemalige Mühle  | Jägermühle                                         |
| Kaffeemühle       | Talkenbergweg 6 (Lage)         | ZIT         | 1928, 1938    | E. Wendt (Umbau)        | Im April 2011 abgebrochenes Wohnhaus, ehemals Feldscheune. | Die Kaffeemühle 2006, vom Herrenhaus Paulsberg aus |